# Casina (pièce de théâtre)
Casina est une pièce latine du dramaturge romain Plaute. 
D'une manière générale, les pièces Plaute, héritier du dramaturge Ménandre et de la Nouvelle comédie grecque, se caractérisent par la présence d'un certain nombre de personnages-types dont l'intervention est récurrente et topique. On peut en retrouver un certain nombre dans Casina : l'esclave né libre, l'épouse plus intelligente que son mari, le vieil homme libidineux poursuivant une jeune femme. La lecture de cette pièce, comme c'est le cas pour de nombreuses pièces de Plaute, pose des problèmes. En effet, outre que nous avons perdu la musique qui accompagnait, à Rome, chaque représentation théâtrale, ce sont les textes eux-mêmes qui ont été altérés par le temps. C'est pourquoi la version en latin que nous connaissons de Casina n'est pas la version jouée à l'époque du dramaturge : le texte est le produit d'une reprise scénique ayant eu lieu après la mort de Plaute, et comportant un nouveau prologue.

## Intrigue
L'action se déroule dans les rues d'Athènes et tous les personnages sont grecs. L'intrigue est centrée sur la figure d'une belle jeune fille, Casina, objet d'une dispute entre deux hommes. Après avoir été abandonnée à la porte de Lysidamus et de son épouse Cleoastra, Casina a été élevée pour devenir une servante. Le fils de Lysidamys, Euthynicus, est tombé amoureux d'elle et souhaite l'épouser. Cependant, à l'approche du mariage, Lysidamus, qui désire avoir Casina pour lui-même, conçoit une ruse élaborée pour faire en sorte que son fils Euthynicus quitte le pays et pour obliger Casina à épouser son serviteur Olympio.  Lysidamus pourrait alors faire de Casina un jouet sexuel, une domestique soumise au moindre de ses désirs, sans que son épouse Cleoastra ne le découvre. Mais sa femme s'oppose à l'idée de marier Casina à Olympio : elle veut plutôt que la jeune fille épouse son esclave Chalinus, qui remplacera Euthynicus jusqu'à son retour du pays. 
On passe alors d'un conflit entre le père et le fils à un conflit entre le mari et sa femme. Pour régler le désaccord, Cleostrata propose d’abord de tirer au sort (d'où le titre souvent utilisé pour nommer la pièce, les Tireurs de sort), mais Lysidamus l’emporte. Cleostrata et ses serviteurs élaborent ensuite divers plans les uns après les autres pour empêcher Lysidamus de mener à bien son projet.  Elle découvre notamment que son mari envisage de coucher avec Casina avant qu'Olympio ne la ramène à la maison.  Elle habille alors son serviteur Chalinus en Casina et humilie à la fois Olympio et Lysidamus en profitant de l'obscurité d'une pièce sombre, chez un voisin où devait se dérouler le méfait de Lysidamus. Dans le noir, Olympio passe sous la robe de celle qu'il pense être Casina... mais ses mains rencontrent bien autre chose. Lysidamus est battu par sa femme, ses fautes sont révélées publiquement. La vie retrouve son cours normal. Suit un bref épilogue dans lequel il est expliqué qu'Euthynicus reviendra du pays et se mariera bien avec Casina, car on rappelle qu'elle était libre et non esclave lorsque la famille l'a recueillie.  